# New Basket Brindisi 2013-2014
Questa voce raccoglie le informazioni riguardanti la New Basket Brindisi nelle competizioni ufficiali della stagione 2013-2014.

## Stagione
La stagione 2013-2014 della New Basket Brindisi, sponsorizzata Enel, è la 3ª nel campionato di Serie A, chiude la stagione regolare al 5º posto con 18V e 12P, 2286 punti fatti e 2242 subiti, partecipa per la 1ª volta ai Play-Off scudetto e per la 2ª volta alle Final Eight di Coppa Italia.
Per la composizione del roster si decise di cambiare formula, passando a quella con 7 giocatori stranieri di cui massimo 3 non appartenenti a Paesi appartenenti FIBA Europe o alla convenzione di Cotonou.

## Roster
| Enel Brindisi 2013-14 | Enel Brindisi 2013-14 |
| Giocatori             | Staff tecnico         |
| --------------------- | --------------------- |

| N. | Naz.                                        | Ruolo | Nome                | Anno | Alt.   | Peso   |  |
| -- | ------------------------------------------- | ----- | ------------------- | ---- | ------ | ------ |  |
| 4  | Stati Uniti (bandiera) · Nigeria (bandiera) | C     | Alade Aminu         | 1987 | 210 cm | 107 kg |  |
| 5  | Guyana (bandiera)                           | AG    | Delroy James        | 1987 | 203 cm | 100 kg |  |
| 6  | Bosnia ed Erzegovina (bandiera)             | AG    | Miroslav Todić      | 1985 | 205 cm | 110 kg |  |
| 7  | Italia (bandiera)                           | P     | Massimo Bulleri (C) | 1977 | 188 cm | 83 kg  |  |
| 8  | Italia (bandiera)                           | AP    | Francesco Morciano  | 1996 | 200 cm | 95 kg  |  |
| 9  | Italia (bandiera)                           | AP    | Matteo Formenti     | 1982 | 194 cm | 90 kg  |  |
| 11 | Stati Uniti (bandiera)                      | PG    | Jerome Dyson        | 1987 | 191 cm | 82 kg  |  |
| 12 | Stati Uniti (bandiera)                      | G     | Ron Lewis           | 1984 | 193 cm | 88 kg  |  |
| 13 | Stati Uniti (bandiera) · Italia (bandiera)  | C     | David Chiotti       | 1984 | 205 cm | 115 kg |  |
| 14 | Estonia (bandiera)                          | AP    | Martin Jurtom       | 1994 | 193 cm | 76 kg  |  |
| 19 | Italia (bandiera)                           | AG    | Andrea Zerini       | 1988 | 205 cm | 110 kg |  |
| 21 | Stati Uniti (bandiera)                      | GA    | Michael Snaer       | 1990 | 196 cm | 92 kg  |  |
| 23 | Stati Uniti (bandiera) · Nigeria (bandiera) | PG    | Michael Umeh        | 1992 | 195 cm | 85 kg  |  |
| 33 | Italia (bandiera)                           | A     | Gianmarco Leggio    | 1994 | 202 cm | 94 kg  |  |
| 42 | Stati Uniti (bandiera) · Nigeria (bandiera) | GA    | Folarin Campbell    | 1986 | 192 cm | 93 kg  |  |
| 55 | Malta (bandiera)                            | P     | Darryl Jackson      | 1985 | 190 cm | 82 kg  |  |
| -  | Italia (bandiera)                           | G     | Stefano Savoia      | 1996 | 190 cm |        |  |
| -  | Italia (bandiera)                           | G     | Salvatore De Giorgi | 1996 |        |        |  |
| -  | Italia (bandiera)                           | AP    | Matteo De Gennaro   | 1997 | 190 cm | 77 kg  |  |

| Allenatore                                         |
| - Piero Bucchi                                     |
| Assistente/i                                       |
| - Daniele Michelutti Legenda - (C) Capitano Roster |

Budget complessivo = 3.424K € (Bilancio depositato presso la CCIAA di Brindisi)

## Mercato

### Sessione estiva
| Arrivi | Arrivi           | Arrivi              | Arrivi     |
| R      | Nome             | da                  | Modalità   |
| ------ | ---------------- | ------------------- | ---------- |
| C      | Alade Aminu      | Karşıyaka           | definitivo |
| AG     | Delroy James     | Basket Ferentino    | definitivo |
| C      | Miroslav Todić   | Chimik Južnyj       | definitivo |
| P      | Massimo Bulleri  | Reyer Venezia       | definitivo |
| PG     | Jerome Dyson     | Hapoel Holon        | definitivo |
| G      | Ron Lewis        | Brujos de Guayama   | definitivo |
| AP     | Michael Snaer    | Fl. State Seminoles | definitivo |
| AP     | Folarin Campbell | Ventspils           | definitivo |

| Partenze | Partenze          | Partenze        | Partenze                  |
| R        | Nome              | a               | Modalità                  |
| -------- | ----------------- | --------------- | ------------------------- |
| AP       | Jeff Viggiano     | Mens Sana Siena | fine contratto            |
| AG       | Antywane Robinson | VEF Rīga        | fine contratto            |
| PG       | Scottie Reynolds  | ČEZ Nymburk     | fine contratto            |
| PG       | Robert Fultz      | Brescia         | fine contratto            |
| AP       | Klaudio Ndoja     | Vanoli Cremona  | fine contratto            |
| C        | Cedric Simmons    | Olympiakos      | risoluzione del contratto |
| PG       | Jonathan Gibson   | Zhejiang Lions  | fine contratto            |
| AP       | Mirza Alibegović  | Pall. Mantovana | fine contratto            |
| C        | Jerai Grant       | Hapoel Holon    | fine contratto            |

### Dopo l'inizio della stagione
| Acquisti | Acquisti       | Acquisti       | Acquisti         | Acquisti   |
| R.       | Nome           | da             | data             | Modalità   |
| -------- | -------------- | -------------- | ---------------- | ---------- |
| C        | David Chiotti  | Olimpia Milano | 10 gennaio 2014  | definitivo |
| AP       | Martin Jurtom  | Rapla          | 10 gennaio 2014  | definitivo |
| G        | Darryl Jackson | Sukhumi        | 28 febbraio 2014 | definitivo |
| G        | Michael Umeh   | Bnei Herzliya  | 24 aprile 2014   | definitivo |

| Cessioni | Cessioni       | Cessioni        | Cessioni       | Cessioni    |
| R.       | Nome           | a               | data           | Modalità    |
| -------- | -------------- | --------------- | -------------- | ----------- |
| C        | Alade Aminu    | Bandırma Banvit | 6 gennaio 2014 | rescissione |
| G        | Darryl Jackson | Pall. Roseto    | 11 aprile 2014 | rescissione |

## Risultati

### Regular season

#### Girone di andata
| Arbitri: | Federico Di Francesco Luigi Lamonica Carmelo Lo Guzzo |

|                            |            |                                |
| Dyson 18 James 17 Todić 14 | Punti      | 29 Langford 19 Moss 11 Samuels |
| tre giocatori 2            | Assist     | 3 Wallace                      |
| Lewis 8                    | Rimbalzi   | 7 Langford, Moss               |
| Piero Bucchi               | Allenatori | Luca Banchi                    |

| Arbitri: | Paolo Taurino Massimiliano Filippini Michele Rossi |

|                                  |            |                            |
| Ignierski 17 Taylor 11 Hosley 10 | Punti      | 15 James 11 Aminu 10 Dyson |
| Taylor 4                         | Assist     | 2 cinque giocatori         |
| Mbakwe 6                         | Rimbalzi   | 10 Aminu                   |
| Luca Dalmonte                    | Allenatori | Piero Bucchi               |

| Arbitri: | Emanuele Aronne Evangelista Caiazza Tolga Sahin |

|                               |            |                              |
| Dyson 31 Campbell 21 Aminu 11 | Punti      | 17 Rich 16 Woodside 10 Ndoja |
| Campbell 5                    | Assist     | 4 Rich                       |
| James 10                      | Rimbalzi   | 7 Kelly                      |
| Piero Bucchi                  | Allenatori | Luigi Gresta                 |

| Arbitri: | Gianluca Sardella Nicola Ranaudo Alessandro Vicino |

|                                 |            |                               |
| Smith 21 Taylor 16 Giachetti 12 | Punti      | 24 Dyson 18 Aminu 14 Campbell |
| Vitali 5                        | Assist     | 7 Campbell                    |
| Smith 10                        | Rimbalzi   | 12 James                      |
| Andrea Mazzon                   | Allenatori | Piero Bucchi                  |

| Arbitri: | Manuel Mazzoni Gabriele Bettini Mark Bartoli |

|                           |            |                      |
| James 18 Lewis 16 Snaer 9 | Punti      | 23 White 18 Bell     |
| Dyson 3                   | Assist     | 3 Filloy             |
| Aminu, James 5            | Rimbalzi   | 9 Brunner            |
| Piero Bucchi              | Allenatori | Massimiliano Menetti |

| Arbitri: | Baldini Paternicò Paglialunga |

|                             |            |                            |
| Hassell 21 Ere 20 Šakota 17 | Punti      | 17 Todić 12 Aminu 11 James |
| Clark, De Nicolao 3         | Assist     | 7 Dyson                    |
| Hassell 10                  | Rimbalzi   | 8 Aminu, James             |
| Fabrizio Frates             | Allenatori | Piero Bucchi               |

| Arbitri: | Filippini Bartoli Rossi |

|                             |            |                               |
| Brooks 20 Moore 9 Roberts 8 | Punti      | 17 James 16 Dyson 15 Campbell |
| Mordente 6                  | Assist     | 2 tre giocatori               |
| Moore 9                     | Rimbalzi   | 14 James                      |
| Emanuele Molin              | Allenatori | Piero Bucchi                  |

| Arbitri: | Lamonica Bettini Caiazza |

|                              |            |                                   |
| Lewis 16, Dyson 15, James 13 | Punti      | 28 Aradori, 15 Ragland, 8 Jenkins |
| Dyson 10                     | Assist     | 4 Ragland                         |
| Dyson 7                      | Rimbalzi   | 6 Ragland                         |
| Piero Bucchi                 | Allenatori | Stefano Sacripanti                |

| Arbitri: | Mazzoni Begnis Vicino |

|                             |            |                                 |
| Walsh 26, Motum 20, King 14 | Punti      | 18 Campbell, 16 Todić, 13 Dyson |
| Hardy 6                     | Assist     | 2 tre giocatori                 |
| 10 King                     | Rimbalzi   | 9 Todić                         |
| Luca Bechi                  | Allenatori | Piero Bucchi                    |

| Arbitri: | Paternicò Weidmann Di Francesco |

|                               |            |                                    |
| Lewis 18, Snaer 13, Bulleri 9 | Punti      | 14 Daniel, 13 Gibson, 11 Wanamaker |
| Dyson 4                       | Assist     | 4 Wanamaker                        |
| James 7                       | Rimbalzi   | 7 Washington                       |
| Piero Bucchi                  | Allenatori | Paolo Moretti                      |

| Arbitri: | Begnis Caiazza Terreni |

|                              |            |                                  |
| Dyson 22, Todić 12, James 10 | Punti      | 25 Mayo, 17 Cinciarini, 15 Šakić |
| Dyson 3                      | Assist     | 7 Mayo                           |
| James 11                     | Rimbalzi   | 13 Šakić                         |
| Piero Bucchi                 | Allenatori | Carlo Recalcati                  |

| Arbitri: | Sardella Filippini Calbucci |

|                               |            |                                |
| Ivanov 25, Dean 19, Thomas 14 | Punti      | 31 Dyson, 18 Snaer, 10 Bulleri |
| Cavaliero 6                   | Assist     | 3 Dyson                        |
| Ivanov, Thomas 11             | Rimbalzi   | 6 Campbell                     |
| Francesco Vitucci             | Allenatori | Piero Bucchi                   |

| Arbitri: | Lanzarini Borgioni Terreni |

|                              |            |                                    |
| James 15, Snaer 14, Dyson 12 | Punti      | 15 Cournooh, 14 Nelson, 9 Viggiano |
| quattro giocatori 2          | Assist     | 3 Rochestie                        |
| James 8                      | Rimbalzi   | 7 Carter                           |
| Piero Bucchi                 | Allenatori | Marco Crespi                       |

| Arbitri: | Mazzoni Rossi Morelli |

|                                 |            |                              |
| Anosike 23, Turner 20, Young 17 | Punti      | 26 Lewis, 22 Todić, 15 James |
| Pecile 3                        | Assist     | 2 Dyson                      |
| Anosike 17                      | Rimbalzi   | 11 James, Todić              |
| Sandro Dell'Agnello             | Allenatori | Piero Bucchi                 |

| Arbitri: | Lamonica Bartoli Aronne |

|                                 |            |                                      |
| Lewis 22, Dyson 17, Campbell 15 | Punti      | 19 D. Diener, 18 C. Green, 13 Gordon |
| Dyson 5                         | Assist     | 5 M. Green                           |
| Todić 10                        | Rimbalzi   | 11 Gordon                            |
| Piero Bucchi                    | Allenatori | Romeo Sacchetti                      |

#### Ritorno
| Arbitri: | Bettini Filippini Di Francesco |

|                                      |            |                              |
| Jerrells 20, Langford 20, Gentile 13 | Punti      | 16 Dyson, 12 Todić, 12 Lewis |
| Gentile 4                            | Assist     | 2 Dyson, Todić               |
| Gentile 5                            | Rimbalzi   | 7 Todić                      |
| Luca Banchi                          | Allenatori | Piero Bucchi                 |

| Arbitri: | Taurino Seghetti Morelli |

|                                 |            |                               |
| Campbell 16, Todić 13, Dyson 11 | Punti      | 15 Baron, 11 Mbakwe, 10 Jones |
| Dyson 4                         | Assist     | 3 Baron, Taylor               |
| Todić 8                         | Rimbalzi   | 8 Mbakwe                      |
| Piero Bucchi                    | Allenatori | Luca Dalmonte                 |

| Arbitri: | Begnis Chiari Terreni |

|                              |            |                                |
| Jackson 17, Rich 11, Ndoja 9 | Punti      | 14 Dyson, 12 Bulleri, 12 Lewis |
| Jackson 2                    | Assist     | 3 Todić                        |
| Rich 8                       | Rimbalzi   | 11 James                       |
| Cesare Pancotto              | Allenatori | Piero Bucchi                   |

| Arbitri: | Taurino Bettini Calbucci |

|                              |            |                                 |
| Dyson 25, Snaer 16, Lewis 11 | Punti      | 19 Taylor, 17 Smith, 13 Johnson |
| Dyson 8                      | Assist     | 5 Johnson                       |
| James 11                     | Rimbalzi   | 8 Smith                         |
| Piero Bucchi                 | Allenatori | Zare Markovski                  |

| Arbitri: | Mazzoni Paglialunga Morelli |

|                                  |            |                              |
| White 18, Cinciarini 18, Bell 12 | Punti      | 16 Snaer, 15 Dyson, 14 Lewis |
| Cinciarini 8                     | Assist     | 1 cinque giocatori           |
| Gigli 9                          | Rimbalzi   | 8 Dyson                      |
| Massimiliano Menetti             | Allenatori | Piero Bucchi                 |

| Arbitri: | Lanzarini Seghetti Quarta |

|                              |            |                            |
| James 27, Dyson 18, Lewis 17 | Punti      | 24 Clark, 15 Ere, 10 Banks |
| Dyson 4                      | Assist     | 2 Clark, Ere               |
| James 11                     | Rimbalzi   | 8 Johnson                  |
| Piero Bucchi                 | Allenatori | Stefano Bizzozi            |

| Arbitri: | Chiari Bettini Filippini |

|                                 |            |                                |
| Dyson 24, Lewis 12, Campbell 11 | Punti      | 13 Brooks, 9 Roberts, 8 Vitali |
| Lewis 4                         | Assist     | 2 Roberts                      |
| Zerini 10                       | Rimbalzi   | 6 Brooks, Easley               |
| Piero Bucchi                    | Allenatori | Emanuele Molin                 |

| Arbitri: | Vicino Biggi Calbucci |

|                                    |            |                               |
| Ragland 24, Aradori 11, Jenkins 11 | Punti      | 13 James, 12 Snaer, 10 Zerini |
| Leunen 4                           | Assist     | 5 Campbell                    |
| Uter 6                             | Rimbalzi   | 10 James                      |
| Stefano Sacripanti                 | Allenatori | Piero Bucchi                  |

| Arbitri: | Begnis Chiari Sardella |

|                              |            |                              |
| Dyson 19, Todić 14, Snaer 11 | Punti      | 16 Jordan, 15 Ebi, 13 Warren |
| Campbell, Dyson 3            | Assist     | Gaddefors 2                  |
| Campbell, Todić 6            | Rimbalzi   | 12 Ebi                       |
| Piero Bucchi                 | Allenatori | Giorgio Valli                |

| Arbitri: | Paternicò Rossi Ranaudo |

|                                     |            |                              |
| Johnson 16, Wanamaker 12, Gibson 12 | Punti      | 19 Dyson, 11 Snaer, 10 James |
| Wanamaker 5                         | Assist     | 2 Dyson                      |
| Daniel 16                           | Rimbalzi   | 9 James                      |
| Paolo Moretti                       | Allenatori | Piero Bucchi                 |

| Arbitri: | Sardella Sabetta Di Francesco |

|                                      |            |                              |
| Cinciarini 24, Mitrović 16, Šakić 12 | Punti      | 22 Dyson, James 18, Lewis 15 |
| Lauwers 5                            | Assist     | 4 Snaer                      |
| Šakić 9                              | Rimbalzi   | 7 James                      |
| Carlo Recalcati                      | Allenatori | Piero Bucchi                 |

| Arbitri: | Sardella Bartoli Borgioni |

|                                 |            |                                     |
| James 17, Dyson 17, Campbell 11 | Punti      | 14 Foster, 13 Cavaliero, 12 Lakovič |
| Dyson 5                         | Assist     | 3 Cavaliero, Goldwire               |
| James 10                        | Rimbalzi   | 12 Ivanov                           |
| Piero Bucchi                    | Allenatori | Francesco Vitucci                   |

| Arbitri: | Mazzoni Bettini Biggi |

|                                |            |                                 |
| Green 20, Haynes 14, Hunter 13 | Punti      | 17 James, 15 Dyson, 13 Campbell |
| Haynes 7                       | Assist     | 2 Campbell, Dyson, Umeh         |
| Hunter 13                      | Rimbalzi   | 8 James                         |
| Marco Crespi                   | Allenatori | Piero Bucchi                    |

| Arbitri: | Lamonica Rossi Weidmann |

|                              |            |                                 |
| Dyson 19, Lewis 15, James 11 | Punti      | 16 Turner, 13 Johnson, 12 Musso |
| Dyson 4                      | Assist     | 3 Anosike                       |
| James 12                     | Rimbalzi   | 25 Anosike                      |
| Piero Bucchi                 | Allenatori | Sandro Dell'Agnello             |

| Arbitri: | Paternicò Martolini Di Francesco |

|                                      |            |                              |
| C. Green 28, Thomas 21, D. Diener 18 | Punti      | 21 Lewis, 14 Dyson, 14 James |
| T. Diener 11                         | Assist     | 6 Campbell                   |
| Thomas 12                            | Rimbalzi   | 12 James                     |
| Romeo Sacchetti                      | Allenatori | Piero Bucchi                 |

### Play off
| Arbitri: | Lamonica Sardella Paglialunga |

|                                   |            |                              |
| C. Green 18, Gordon 11, Thomas 10 | Punti      | 29 Dyson, 14 Lewis, 11 Todić |
| T. Diener 6                       | Assist     | 4 Campbell, Dyson            |
| C. Green 10                       | Rimbalzi   | 7 James                      |
| Romeo Sacchetti                   | Allenatori | Piero Bucchi                 |

| Arbitri: | Lanzarini Paternicò Borgioni |

|                                  |            |                                |
| D. Diener 31, C. Green 16, Eze 8 | Punti      | 11 Dyson, 11 Umeh, 11 Campbell |
| T. Diener 10                     | Assist     | 2 Chiotti, Snaer, Umeh         |
| Eze 8                            | Rimbalzi   | 7 Chiotti                      |
| Romeo Sacchetti                  | Allenatori | Piero Bucchi                   |

| Arbitri: | Begnis Chiari Calbucci |

|                                 |            |                                            |
| Dyson 22, Campbell 18, James 17 | Punti      | 17 C. Green, 15 B. Sacchetti, 14 D. Diener |
| James 4                         | Assist     | 4 T. Diener                                |
| Campbell 12                     | Rimbalzi   | 7 C. Green                                 |
| Piero Bucchi                    | Allenatori | Romeo Sacchetti                            |

### Coppa Italia
| Arbitri: | Paternicò Taurino Baldini |

|                              |            |                                   |
| Snaer 27, Dyson 12, James 10 | Punti      | 19 Smith, 18 Taylor, 12 Crosariol |
| Snaer 4                      | Assist     | 7 Smith                           |
| James 9                      | Rimbalzi   | 7 Smith                           |
| Piero Bucchi                 | Allenatori | Zare Markovski                    |

| Arbitri: | Lamonica Sabetta Bartoli |

|                              |            |                                |
| Dyson 30, Todić 17, Snaer 11 | Punti      | 16 Haynes, 15 Carter, 14 Green |
| Dyson 4                      | Assist     | 5 Nelson                       |
| James, Todić 4               | Rimbalzi   | 8 Nelson                       |
| Piero Bucchi                 | Allenatori | Marco Crespi                   |

## Statistiche

### Statistiche di squadra
| Competizione      | Punti | In casa | In casa | In casa | In casa | In casa | In trasferta | In trasferta | In trasferta | In trasferta | In trasferta | Totale | Totale | Totale | Totale | Totale | Totale |
| Competizione      | Punti | G       | V       | P       | Ptf     | Pts     | G            | V            | P            | Ptf          | Pts          | G      | V      | P      | Ptf    | Pts    | Diff.  |
| ----------------- | ----- | ------- | ------- | ------- | ------- | ------- | ------------ | ------------ | ------------ | ------------ | ------------ | ------ | ------ | ------ | ------ | ------ | ------ |
| Serie A           | 36    | 16      | 12      | 4       | 1243    | 1153    | 17           | 6            | 11           | 1253         | 1335         | 33     | 18     | 15     | 2496   | 2488   | 8      |
| Coppa Italia 2014 | 2     | 0       | 0       | 0       | 0       | 0       | 2            | 1            | 1            | 163          | 159          | 2      | 1      | 1      | 163    | 159    | 4      |
| Totale            | 38    | 16      | 12      | 4       | 1243    | 1153    | 19           | 7            | 12           | 1416         | 1494         | 35     | 19     | 16     | 2659   | 2647   | 12     |

### Statistiche dei giocatori

#### In campionato
| Nome               | G  | Pun  | Min  | Falli | Falli | Tiri da 2 | Tiri da 2 | Tiri da 2 | Tiri da 3 | Tiri da 3 | Tiri da 3 | Tiri Liberi | Tiri Liberi | Tiri Liberi | Rimbalzi | Rimbalzi | Rimbalzi | Stop | Stop | Palle | Palle | Ass  | Val  | Media Punti | Media Val. |
| Nome               | G  | Pun  | Min  | C     | S     | R         | T         | %         | R         | T         | %         | R           | T           | %           | O        | D        | T        | D    | S    | P     | R     | Ass  | Val  | Media Punti | Media Val. |
| ------------------ | -- | ---- | ---- | ----- | ----- | --------- | --------- | --------- | --------- | --------- | --------- | ----------- | ----------- | ----------- | -------- | -------- | -------- | ---- | ---- | ----- | ----- | ---- | ---- | ----------- | ---------- |
| Jerome Dyson       | 32 | 552  | 934  | 96    | 205   | 123       | 241       | 51,0      | 57        | 156       | 36,5      | 135         | 195         | 69,2        | 22       | 97       | 119      | 1    | 13   | 103   | 50    | 100  | 538  | 17,2        | 16,8       |
| Delroy James       | 33 | 390  | 972  | 85    | 77    | 116       | 200       | 58,0      | 33        | 114       | 28,9      | 59          | 83          | 71,1        | 71       | 186      | 257      | 41   | 16   | 61    | 43    | 41   | 498  | 11,8        | 15,1       |
| Ron Lewis          | 33 | 348  | 908  | 53    | 76    | 73        | 159       | 45,9      | 46        | 147       | 31,3      | 64          | 82          | 78,0        | 25       | 83       | 108      | 1    | 12   | 43    | 21    | 40   | 281  | 10,6        | 8,5        |
| Folarin Campbell   | 33 | 303  | 856  | 76    | 91    | 78        | 155       | 50,3      | 29        | 96        | 30.2      | 60          | 82          | 73,2        | 27       | 102      | 129      | 5    | 10   | 85    | 34    | 69   | 294  | 9,2         | 8,9        |
| Miroslav Todić     | 32 | 252  | 615  | 93    | 46    | 75        | 130       | 57,7      | 22        | 81        | 27,2      | 36          | 47          | 76,6        | 39       | 113      | 152      | 6    | 6    | 43    | 11    | 21   | 221  | 7,9         | 6,9        |
| Michael Snaer      | 30 | 227  | 758  | 48    | 43    | 49        | 111       | 44,1      | 33        | 104       | 31,7      | 30          | 35          | 85,7        | 15       | 55       | 70       | 5    | 9    | 40    | 28    | 34   | 172  | 7,6         | 5,7        |
| Andrea Zerini      | 32 | 113  | 549  | 79    | 20    | 37        | 64        | 57.8      | 10        | 29        | 34,5      | 9           | 19          | 47,4        | 58       | 51       | 109      | 15   | 8    | 14    | 18    | 10   | 128  | 3,5         | 4,0        |
| Massimo Bulleri    | 16 | 90   | 215  | 37    | 28    | 20        | 38        | 52.6      | 12        | 32        | 37,5      | 14          | 15          | 93,3        | 4        | 15       | 19       | 0    | 1    | 17    | 13    | 12   | 68   | 5,6         | 4,2        |
| Alade Aminu        | 12 | 88   | 219  | 25    | 13    | 41        | 76        | 53,9      | 0         | 1         | 0,0       | 6           | 10          | 60,0        | 14       | 30       | 44       | 4    | 4    | 17    | 5     | 12   | 77   | 7,3         | 6,4        |
| David Chiotti      | 18 | 51   | 214  | 28    | 8     | 24        | 46        | 52,2      | 0         | 0         | 0,0       | 3           | 7           | 42,9        | 22       | 29       | 51       | 5    | 4    | 10    | 6     | 7    | 60   | 2,8         | 3,3        |
| Michael Umeh       | 6  | 33   | 94   | 12    | 12    | 7         | 13        | 53,8      | 3         | 15        | 20,0      | 10          | 11          | 90,9        | 2        | 10       | 12       | 1    | 0    | 7     | 1     | 7    | 28   | 5,5         | 4,7        |
| Matteo Formenti    | 21 | 27   | 200  | 30    | 4     | 1         | 14        | 7,1       | 7         | 24        | 29,2      | 4           | 4           | 100         | 4        | 7        | 11       | 0    | 1    | 14    | 6     | 7    | -20  | 1,3         | -1,0       |
| Darryl Jackson     | 6  | 22   | 81   | 12    | 8     | 1         | 2         | 50,0      | 6         | 8         | 75,0      | 2           | 2           | 100         | 2        | 4        | 6        | 0    | 0    | 1     | 3     | 7    | 9    | 3,7         | 1,5        |
| Gianmarco Leggio   | 2  | 0    | 2    | 0     | 0     | 0         | 1         | 0,0       | 0         | 0         | 0,0       | 0           | 0           | 0,0         | 0        | 0        | 0        | 0    | 1    | 0     | 0     | 0    | -2   | 0           | -1         |
| Francesco Morciano | 1  | 0    | 1    | 0     | 0     | 0         | 0         | 0,0       | 0         | 0         | 0,0       | 0           | 0           | 0,0         | 0        | 1        | 1        | 0    | 0    | 0     | 0     | 0    | 1    | 0           | 1          |
| Martin Jurtom      | 2  | 0    | 7    | 0     | 0     | 0         | 1         | 0,0       | 0         | 1         | 0,0       | 0           | 0           | 0,0         | 1        | 0        | 1        | 0    | 0    | 1     | 1     | 1    | 0    | 0           | 0          |
| squadra            | 0  | 0    | 0    | 4     | 1     | 0         | 0         | 0,0       | 0         | 0         | 0,0       | 0           | 0           | 0,0         | 31       | 50       | 81       | 0    | 0    | 21    | 0     | 0    | 57   | 0           | 0          |
| TOTALI             | 33 | 2496 | 6625 | 678   | 632   | 645       | 1251      | 51,6      | 258       | 808       | 31,9      | 432         | 592         | 73,0        | 337      | 833      | 1170     | 84   | 85   | 477   | 240   | 365  | 2431 | 75,6        | 73,7       |
| MEDIE              | 0  | 0    | 0    | 20,4  | 19,1  | 19,5      | 37,9      | 51,6      | 7,8       | 24,5      | 31,9      | 13,1        | 17,9        | 73,0        | 10,2     | 25,2     | 35,5     | 2,5  | 2,6  | 14,5  | 7,3   | 11,1 |      |             |            |

#### In coppa Italia
| Nome             | G | Pun | Min | Falli | Falli | Tiri da 2 | Tiri da 2 | Tiri da 2 | Tiri da 3 | Tiri da 3 | Tiri da 3 | Tiri Liberi | Tiri Liberi | Tiri Liberi | Rimbalzi | Rimbalzi | Rimbalzi | Stop | Stop | Palle | Palle | Ass  | Val | Media Punti | Media Val. |
| Nome             | G | Pun | Min | C     | S     | R         | T         | %         | R         | T         | %         | R           | T           | %           | O        | D        | T        | D    | S    | P     | R     | Ass  | Val | Media Punti | Media Val. |
| ---------------- | - | --- | --- | ----- | ----- | --------- | --------- | --------- | --------- | --------- | --------- | ----------- | ----------- | ----------- | -------- | -------- | -------- | ---- | ---- | ----- | ----- | ---- | --- | ----------- | ---------- |
| Jerome Dyson     | 2 | 42  | 65  | 8     | 18    | 13        | 24        | 54,2      | 1         | 6         | 16,7      | 13          | 17          | 76,5        | 3        | 5        | 8        | 0    | 2    | 6     | 2     | 6    | 40  | 21          | 20         |
| Michael Snaer    | 2 | 38  | 66  | 4     | 4     | 11        | 13        | 84,6      | 4         | 9         | 44,7      | 4           | 4           | 100         | 2        | 2        | 4        | 0    | 0    | 5     | 3     | 4    | 37  | 19          | 18,5       |
| Folarin Campbell | 2 | 25  | 62  | 5     | 7     | 3         | 9         | 33,3      | 5         | 13        | 38,5      | 4           | 4           | 100         | 3        | 7        | 10       | 0    | 2    | 2     | 2     | 4    | 25  | 12,5        | 12,5       |
| Miroslav Todić   | 2 | 25  | 52  | 5     | 9     | 4         | 10        | 40,0      | 4         | 7         | 57,1      | 5           | 7           | 71,4        | 2        | 9        | 11       | 0    | 2    | 4     | 2     | 2    | 27  | 12,5        | 13,5       |
| Delroy James     | 2 | 14  | 51  | 8     | 5     | 3         | 7         | 42,9      | 1         | 4         | 25,0      | 5           | 7           | 71,4        | 4        | 9        | 13       | 0    | 0    | 3     | 0     | 4    | 16  | 7,0         | 8,0        |
| Ron Lewis        | 2 | 7   | 45  | 6     | 3     | 1         | 5         | 20,0      | 1         | 6         | 16,7      | 2           | 2           | 100         | 0        | 4        | 4        | 0    | 0    | 3     | 1     | 4    | 1   | 3           | 0,5        |
| Matteo Formenti  | 2 | 5   | 9   | 1     | 1     | 1         | 1         | 100       | 1         | 1         | 100       | 0           | 0           | 0           | 0        | 1        | 0        | 0    | 0    | 0     | 1     | 2    | 9   | 2,5         | 4,5        |
| Andrea Zerini    | 2 | 4   | 30  | 7     | 3     | 1         | 1         | 100       | 0         | 1         | 0         | 2           | 2           | 100         | 1        | 3        | 4        | 1    | 0    | 4     | 1     | 0    | 2   | 2,0         | 1,0        |
| David Chiotti    | 2 | 3   | 20  | 5     | 2     | 1         | 5         | 20,0      | 0         | 0         | 0,0       | 1           | 2           | 50,0        | 1        | 1        | 2        | 0    | 1    | 0     | 0     | 0    | -4  | 1,5         | -2,0       |
| squadra          | 0 | 0   | 0   | 0     | 0     | 0         | 0         | 0,0       | 0         | 0         | 0,0       | 0           | 0           | 0,0         | 1        | 4        | 5        | 0    | 0    | 1     | 0     | 0    | 4   | 0           | 0          |
| TOTALI           | 2 | 163 | 400 | 49    | 52    | 38        | 75        | 50,7      | 17        | 47        | 36,2      | 36          | 45          | 80,0        | 17       | 45       | 62       | 1    | 7    | 28    | 12    | 26   | 157 | 81,5        | 78,5       |
| MEDIE            | 0 | 0   | 0   | 24,5  | 26,0  | 19,0      | 38,5      | 50,7      | 8,5       | 23,5      | 36,2      | 18          | 22,5        | 80,0        | 8,5      | 22,5     | 31,0     | 0,5  | 3,5  | 14,0  | 6,0   | 13,0 |     |             |            |